# 松坂屋上野店
松坂屋上野店（まつざかや うえのてん）は、東京都台東区上野に所在する、大丸松坂屋百貨店（J.フロント リテイリング）が運営する百貨店。上野松坂屋とも称する。銀座店が百貨店としての営業を終了した2013年以降は、関東地方にある唯一の松坂屋の店舗である。

## 歴史

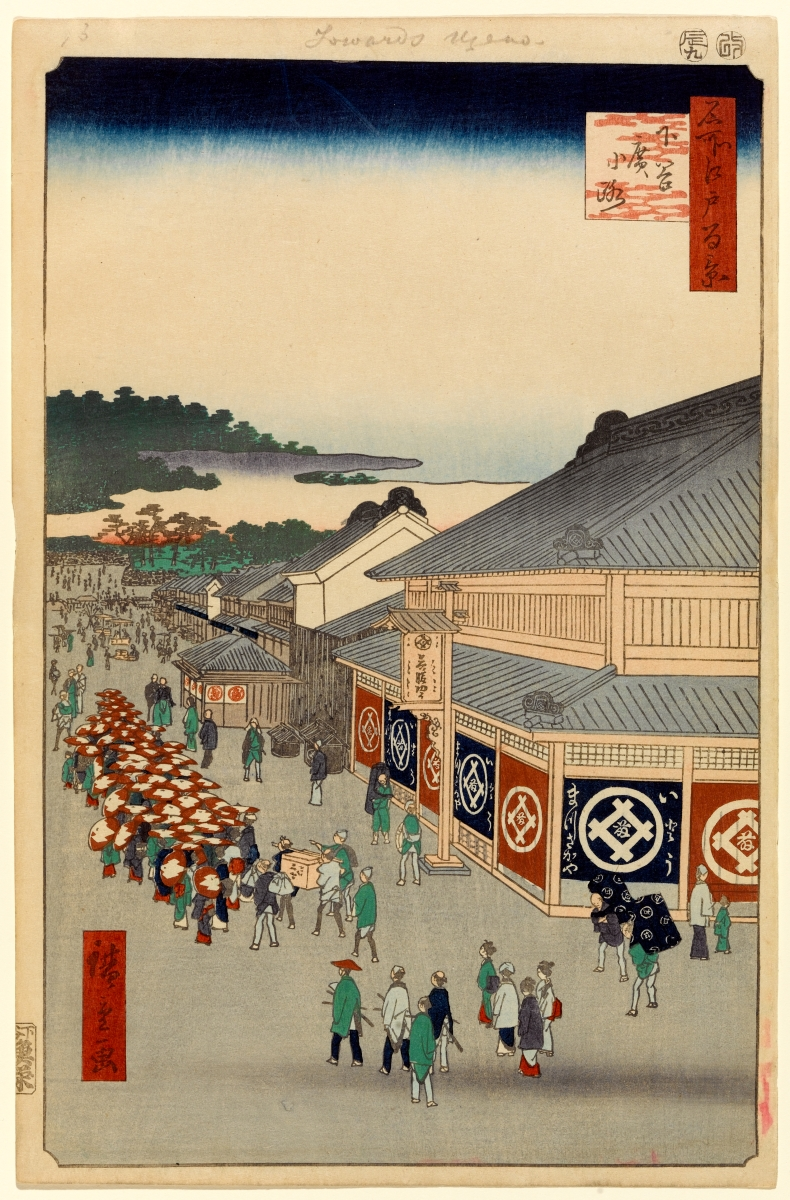
歌川広重の『名所江戸百景』13番、『下谷広小路』に描かれた「いとう松坂屋」。
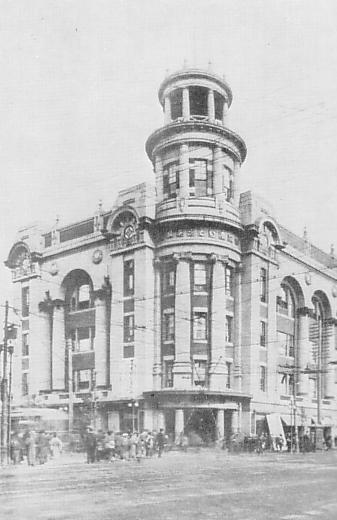
1917年に竣工した新本館。
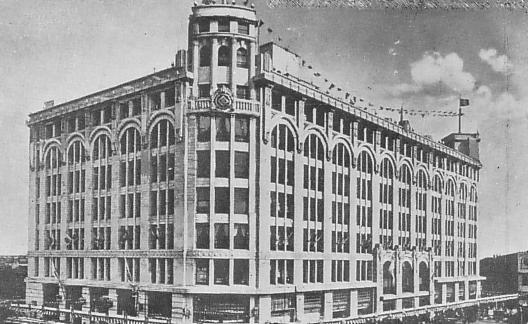
関東大震災後に建替えられた本館。1929年。
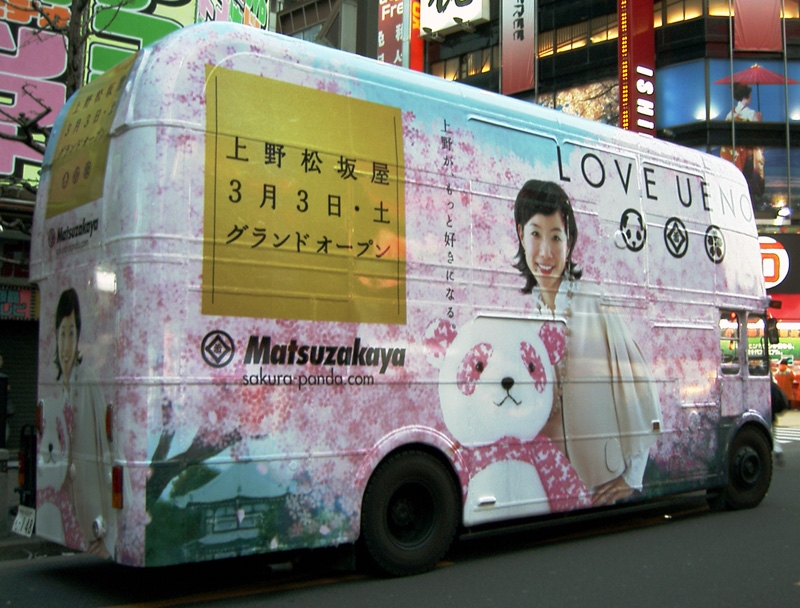
2007年3月のリニューアルを告知するラッピングバス。
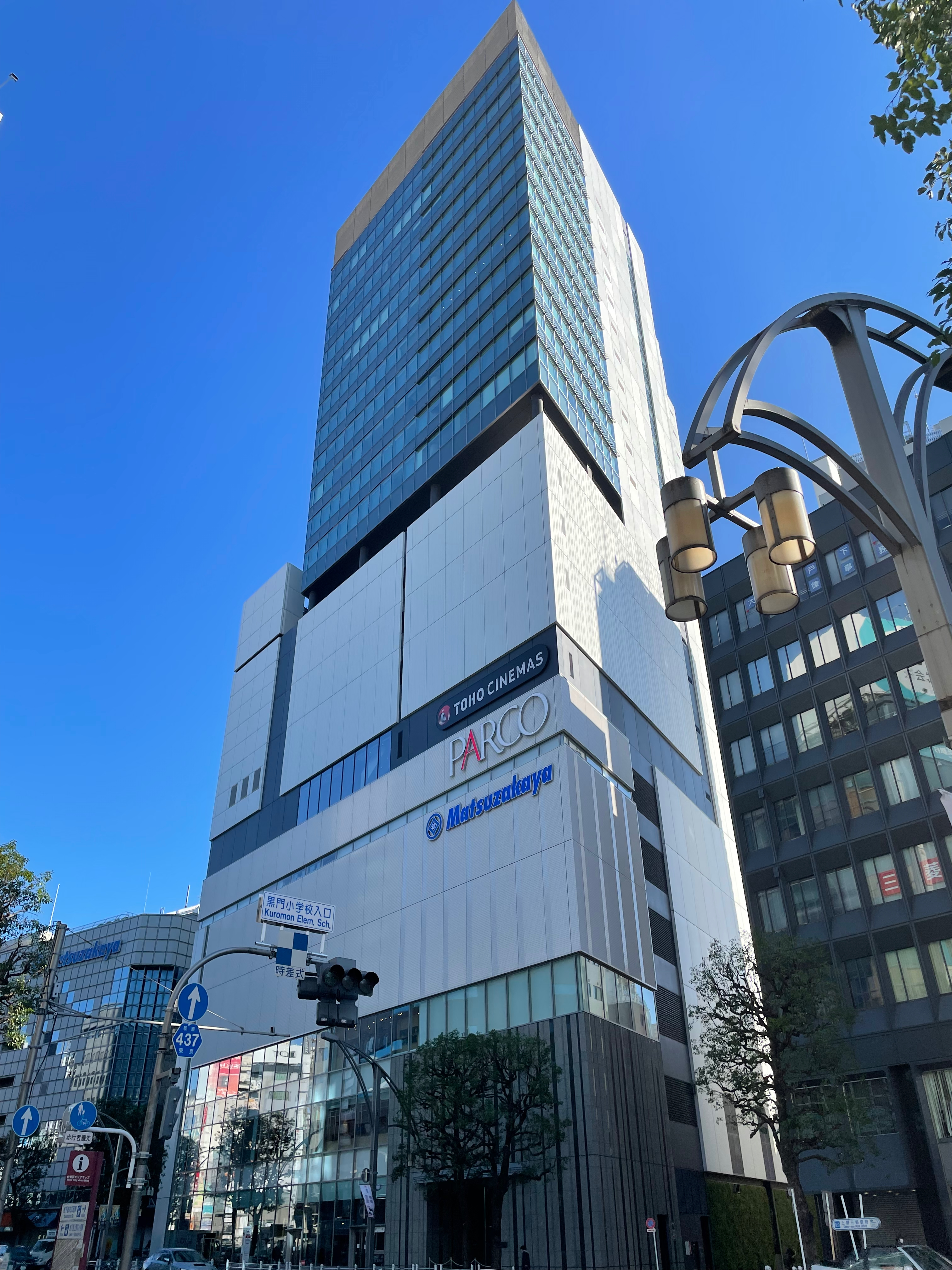
南館跡に2017年に開業した、上野フロンティアタワー。松坂屋は地下1階に入る。

### 前史
上野広小路の呉服商「松坂屋」は、伊勢国白子出身の太田利兵衛により宝永年間に創業したが、詳細な時期には複数の説がある。『松坂屋呉服店御案内』には1705年（宝永2年）、『鶴齢記』によると宝永3～4年、『松の齢』には宝永4年と記されている。上野広小路は1657年の明暦の大火の後に火除地として設けられ、見世物小屋や茶屋などが並ぶ繁華街となっていた。太田家三代の興輝のときに経営不振に陥る。名古屋のいとう呉服店のもとに、多摩の拝島にある取引先の臼井八郎兵衛を通じて、松坂屋が買主を探しているとの話が舞い込んだ。伊藤家11代の祐恵は買収を決め、1768年3月末に江戸に向かった。二代目太田利兵衛との間に4月9日に覚書、12日には譲渡契約書に当たる「譲証文之事」を交わし、4516両で従業員を含めた居抜きで譲り受けた。契約に先立ち、4月5日より営業を開始している。このとき、屋号を松坂屋から「いとう松坂屋」に改めた。祐恵は、好調であった名古屋のいとう呉服店の手法で商いを進めたが、順調にはいかなかった。「正札現金掛け値なし」を原則としたが、古くからの馴染み客には掛け売りを行っていた。その残額が少額であっても厳しく取り立てたことが不評を呈する。商品価格も、江戸の競合店に比べて高価であった。二代目太田利兵衛、臼井八郎兵衛、玉上利右衛門は祐恵に対し連名で、「販売価格を下げて販路を広げるなど、“郷に入っては郷に従う”商いをしてはどうか」と助言の書状を送った。伊藤家は江戸の上野に進出するにあたり、寛永寺の門前町である地の利を考え、名古屋から法衣商を同伴したが、当時の寛永寺は延暦寺とのつながりが強く、衣類はすべて京都に発注していたため受注には至らなかった。商いを江戸流に改め、寛永寺への営業努力も実を結び同寺や浅草寺をはじめ七十数寺、千数百人の衣料の受注を取り付け、次第に商売が軌道に乗った。1787年（天明7年）に起きた天明の打ちこわしでは松坂屋も襲撃の対象になったが、支配人の機転により被害は軽微に済んだ。
1805年（文化2年）、大伝馬町の木綿問屋仲間と本町・通町の白子組木綿問屋仲間の訴えにより、町奉行所は問屋株のないものが直に産地から仕入れることを禁じる裁定を下す。伊藤家12代の祐躬は、大伝馬町の木綿問屋仲間に加わることを決め、大伝馬町一丁目に木綿・繰綿問屋「伊藤屋」を開業。上野店が縁起を担ぎ「鶴店（つるだな）」と呼ばれていたのに対し、大伝馬町の店は鶴店の支店の形態をとり「亀店（かめだな）」と呼んだ。

### 火事と喧嘩は江戸の華
「火事と喧嘩は江戸の華」とよく言われるが、松坂屋もたびたび火災に見舞われた。いとう松坂屋となった4年後の1772年2月には明和の大火で類焼。11月に落成した新店舗は闇牛斎円志により浮世絵に描かれた。亀店は開店翌年の1806年3月4日に発生した文化の大火で類焼したが、盆前に再開。この時、大伝馬町の大丸屋や日本橋通の白木屋などの呉服店が焼失したため、被害を免れた上野店に顧客が集まったが、災害を利用して利益を貪ることを戒め、薄利の商いをして好評を集めた。亀店はその後も1829年（文政12年）の文政の大火、1834年（天保5年）の甲午火事、1846年（弘化3年）、1858年（安政5年）、1873年（明治6年）にも火災に遭っている。上野店は1813年2月15日に黒田豊前守の屋敷から出火した火災で類焼、同年9月16日に再建・開店した。大田蜀山人は翌春に、その繁栄ぶりを「あたらしき みつ葉よつ葉の 松坂屋 いとうるほひもふかき春雨」と狂歌に詠んだ。1855年10月2日に発生した安政の大地震では従業員に人的被害がなく、商品を店外に運び出すことができたが店舗は焼失した。12月1日、亀店に近い本町に仮店舗を設けて営業再開。11代竹中藤右衛門は名古屋で仮組みした木材を船で江戸に運んで店舗の再建に当たった。この時の新築のいとう松坂屋を描いたのが、歌川広重の『名所江戸百景』13番、『下谷広小路』である。いとう松坂屋100周年にあたる1868年（慶応3年）5月15日、官軍と彰義隊の戦闘である上野戦争勃発。店の目の前で起きた争いから従業員を避難させるため、店内に残された商品は盗難に遭ったが、土蔵の中のものは無事であった。従業員が願信寺に避難した後、官軍は上野店2階に本営を構えた。そのため、上野一帯が焼け野原となったが、いとう松坂屋は焼け残った。この時西郷隆盛らが詰めた部屋を保存し後世に残していたが、のちに1923年の関東大震災で焼失した。

### 百貨店誕生
明治に入り、上野恩賜公園で開かれた内国勧業博覧会や物価高騰の効果で1881年には過去最大の売り上げを記録したが、その翌年には松方デフレの影響で業績は低迷。1882年の東京馬車鉄道開通や、1883年の上野駅－熊谷駅の鉄道開通も売り上げ減少に歯止めをかけるに至らなかった。そのような状況下であったが、呉服商が従来から行っていた新春初売りやえびす講売り出しに加え1887年6月に新たに始めた夏物売出しは好成績を収めた。
近隣の同業他社においては、三井呉服店が1895年に一部で陳列販売を採り入れ、1900年に旧来の呉服商の販売方法であった座売りを全廃。1904年に「デパートメントストア宣言」を発信し、百貨店となった。白木屋は1900年に和洋折衷の3階建ての新店舗に建替えた。いとう呉服店は1905年、当時流行していた元禄模様の衣装の新作を日本初のファッションショー形式で発表。1906年10月29日に開かれた重役会で上野店を従来の座売りから陳列販売に改めることを決定。11月1日よりショーケースやショーウインドーの設置などの改装工事を行い、上野公園で行われる東京勧業博覧会に合わせ1907年4月1日にオープン。同年の売上高は対前年比の2倍を超え、名古屋の本店を追い抜いた。販売品目が増え手狭になったため、1908年9月には3階建ての洋館を増築した。その後も1913年10月に4階建ての東館、1914年4月には東京大正博覧会に合わせて北部陳列館を増築したが、1916年に、江戸時代から残る旧館を残して4階建ての新本館に建替えた。鈴木禎次による設計で竹中工務店が施工し、1916年12月1日に第1期、1917年10月1日には第2期部分が開業。この時、1908年に建てた洋館は根岸に移築し、精工舎や朝日産業の社宅に転用されている。新本館の食料品売り場は1919年に拡充し、東京で初めて生鮮食料品以外のあらゆる食を扱う売り場となった。
1923年9月1日、関東大震災発生。上野店は倒壊を免れたが、翌9月2日に火災で焼失した。いとう松坂屋では近隣住民を池之端の社宅に避難させたり、名古屋店や大阪店から船で運んだ救援物資や生活必需品の慰問袋の配布など救援活動を行った。11月1日にはバラック建ての仮店舗で営業再開。竹中工務店は安政大地震後の復旧と同様に、現地で組み立てるだけの状態にした木材を大阪から船で輸送し、12月10日には木造2階建ての店舗を新築した。
1925年5月1日、名古屋店新店舗開店に合わせ、全店舗の称号を「松坂屋」に統一。名実ともに百貨店としてのスタートを切る。1925年11月1日には上野駅と神田駅の間に省線が開通し、松坂屋上野店の至近に御徒町駅が開業した。1927年6月には本館建設地の南東に地下1階・地上5階建ての別館が仮営業所として開店。1928年1月に新たな本館の第1期工事が完成、翌1929年3月に全面完成し4月1日に開店した。鈴木禎次設計のルネサンス様式、地下1階・地上7階建てで、エレベーター（オーチス製）は中央階段の左右に8基と北西階段側に2基を配置。日本初のエレベーターガールが登場したのもこの時である。6・7階には大食堂を開設。子供向けのメニューも工夫し、1931年には「お子様ランチ」を開始。先行した日本橋三越でも1930年12月より同様の「御子様洋食」を提供していたが、松坂屋の「お子様ランチ」のネーミングは一般名称として広く定着した。この時に屋上に開業した遊園地は、1957年に南館屋上に移転し、同館が解体される2014年まで、85年にわたり親しまれた。1928年の報知新聞は、松坂屋上野店の営業の特色として、「三越や松屋のような 富裕層相手と異なり、下谷・本所・浅草や東北地方の大衆を客層としており、販売品は高級品より廉価な商品に力を注ぎ、薄利多売をモットーとしている」「娯楽場化していく三越や松屋に対し、松坂屋は買い物をする場として実質に重きを置いている」と記している。1929年12月1日からは、松坂屋上野店と上野駅・万世橋駅との間に送迎自動車を運行。1932年10月1日に百貨店業界の自主規制で廃止されるまで、万世橋便は一日平均5,241人、上野駅便は2,913人を運ぶ盛況ぶりであった。1930年1月1日には地下鉄上野広小路駅が開業し、松坂屋の地下食品売り場と直結した。この駅は当初の建設計画にはなかったが、松坂屋の申し入れにより開設が決定し、1932年の三越前駅に先んじて日本初の地下鉄直結の百貨店となった。
1940年代に入り、第二次世界大戦の戦況が激化する。1945年3月9日、東京大空襲で上野店の事務館が地下部分を残して焼失。本店は防護団の活動により類焼を免れ、3月13日から売り場を2階以下に縮小して営業を再開したが、周辺住民の減少により売り上げは大幅に落ち込んだ。

### 戦後の発展
1947年に百貨店法（第一次）が廃止されると、1956年6月に百貨店法（第二次）が制定されるまでの間、百貨店の新増設に対する規制の空白期間となった。各百貨店はこの間に駆け込みで事業拡大を図り、1956年に三越日本橋本店の新館増築、白木屋の東館増築、西武百貨店池袋店4～7階の増築が行われたほか、1954年10月の大丸東京店、1956年5月の数寄屋橋阪急、1957年5月にはそごう有楽町店開店など関西系百貨店の東京進出も相次いだ。松坂屋上野店では1954年4月に南館の増築工事に着手。同年月には、戦前に出来上がっていた本館と南館を結ぶ地下通路の使用を開始し、南館の地下を開業。1956年4月1日に4階以下が落成し、3階まで部分開業。1957年3月20日には2期工事も完成し、全面開業した。1958年5月31日には、4階と6階に本館と南館を結ぶ連絡通路「虹の架け橋」が開通。サトウハチローは「一度渡れば忘られぬ」のタイトルで、ガラス張りの連絡通路のテーマソングを作詞した。
昭和40年代に入ると、都内の百貨店業界は上野や池袋・新宿・渋谷などのターミナル地区と、日本橋や銀座などの都心部との間で地域間競争の構図となり、松坂屋上野店の商圏であった東北本線・常磐線・総武線沿線に大型店が出店するようになると、上野店の業績は伸び悩んだ。1969年に、玄関の移設など売り場のレイアウト変更を実施。事務部門を外部のビルに移して空いたスペースを売り場の拡充にあて、団塊の世代が成人を迎え需要が増えることを見込んで婚礼相談所や美容院、ハウジングセンターを開設。外商部門を強化して活性化を図った。いとう松坂屋となってから200年目に当たる1967年には、記念催事を開催。その一環の「ルノワール展」は好評を博し、15万人の来場者を集めた。
スーパーマーケット業態の松坂屋ストアは、1969年10月に名古屋市に1号店となる本山店を出店。関東地方では、1970年7月に東京都江東区に大島店、1971年4月に千葉県市川市の市川駅近くにショッピングセンター業態の市川ショッピングセンター、1972年4月には板橋区に高島平店を開店し、順次店舗網を拡充した。市川市は従来から上野店の顧客の多い地域であり、さらなる商圏の拡充を図るため松坂屋直営の百貨店に改め、1977年3月に「松坂屋市川店」として再オープン。社内の職制上は、上野店の売店の形態をとった。松坂屋ストアは2008年に大丸ピーコックと合併しピーコックストアとなったのち、2013年にイオンに買収され、イオンマーケットによる運営となっている。
上野店は都心型高級店のイメージ確立に向け、1972年から1974年にかけて第1次、1977年から1978年にかけて第2次改装を行った。第1次改装では、吹き抜けに催事などで使うゴンドラを設置。公募により「ゴンドリーナ」と名付けられた。南西角には1972年9月29日にロッテリアの1号店が開店し、1972年4月に上野広小路で歩行者天国が始まったこともあり、新たな若者スポットとなる。1975年には、営団地下鉄による上野広小路駅の改良工事が実施され、店舗との動線が拡幅された。1977年には、大正時代の建築で老朽化が進んでいたことに加え事務作業の増加で手狭になっていた黒門事務館を地下1階・地上7階の新たなビルに建替えた。1980年には、本館と南館の外装を一新。120cm角の正方形のベージュ色のアルミパネルとハーフミラーを配置し、松の木と枝を表現した現代的な装いとなった。

### 21世紀に入り
2005年に、松坂屋が調査会社を通じて行ったリサーチによると、「やすらげる」「懐かしい」などの高評価が得られた半面、「好みのブランドを取り扱っていない」「サービスが悪い」などマイナスの評価もあり、「お気に入り百貨店評価」は上野・日本橋・池袋・北千住の比較対象店舗5店の中で最下位を喫した。これを受け、2006年から2007年にかけて大規模改装を実施。従来の主要顧客層であったシニア層を重視しつつ、より若いミドル層やアダルト層にもターゲットを拡大。婦人服・婦人雑貨を本館1～6階、紳士服・紳士用品を南館2～3階、リビング用品を南館4～5階に集結させて買い回りをしやすくし、本館2階～5階のエレベーターホールには休憩スペースを設けた。本館1階～中2階～2階にはエスカレーターを新設。中2階には昭和初期のクラシカルなデザインとし、1階を見渡せるカフェを開設した。上野の象徴ともいえる桜とパンダをモチーフにしたオリジナルキャラクター「さくらパンダ」が登場したのもこの時である。2009年6月1日には、御徒町駅前の土地区画整理事業に伴いパークプレイス24が竣工。1階・2階には2010年3月にスポーツ用品店のテナントが営業開始し、3階より上は310台収容の24時間営業の自走式立体駐車場として上野店周辺に分散していた駐車場を集約した。南館4階とは連絡通路で接続している。
松坂屋は2006年9月1日に松坂屋ホールディングス株式会社を設立し、持株会社体制に移行。2007年に、大丸と経営統合。大丸と松坂屋HDは共同持株会社であるJ.フロント リテイリングの子会社となった。2010年3月1日には松坂屋と大丸が合併し、大丸松坂屋百貨店となる。
2013年8月6日、J.フロント リテイリングは上野店南館を高層複合ビルに建て替えることを発表。2014年3月12日に、売り場を本館に集約しリニューアルオープンした。この時、1階と地階は大丸のデパ地下ブランドである「ほっぺタウン」を導入した。南館は2014年3月に閉館。建替え事業には三菱地所がプロジェクトマネジメント支援業務で参画。設計・監理は三菱地所設計が担当した。地下2階・地上23階建、高さ117mの「上野フロンティアタワー」は2017年10月17日に竣工、11月4日にグランドオープンした。松坂屋は地下1階に入り、1階から6階にかけては2012年にJ.フロント リテイリングの傘下に入ったパルコの新業態「PARCO_ya上野」、7階から10階はシネマコンプレックス「TOHOシネマズ上野」、12階から22階までは三菱地所リアルエステートサービスによる賃貸オフィスとなった。

## 店舗構成

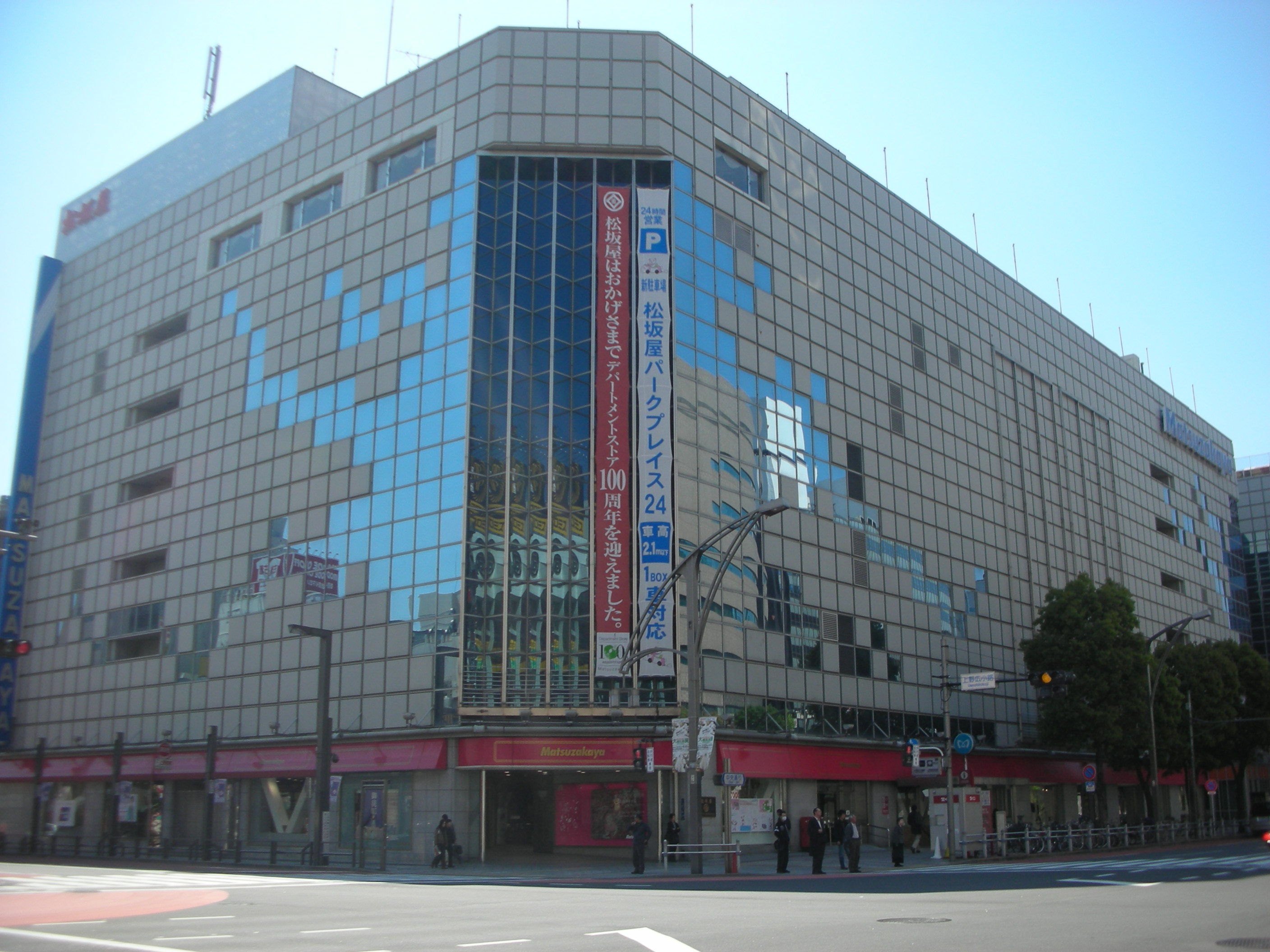
2014年撮影、南館建替え前の様子
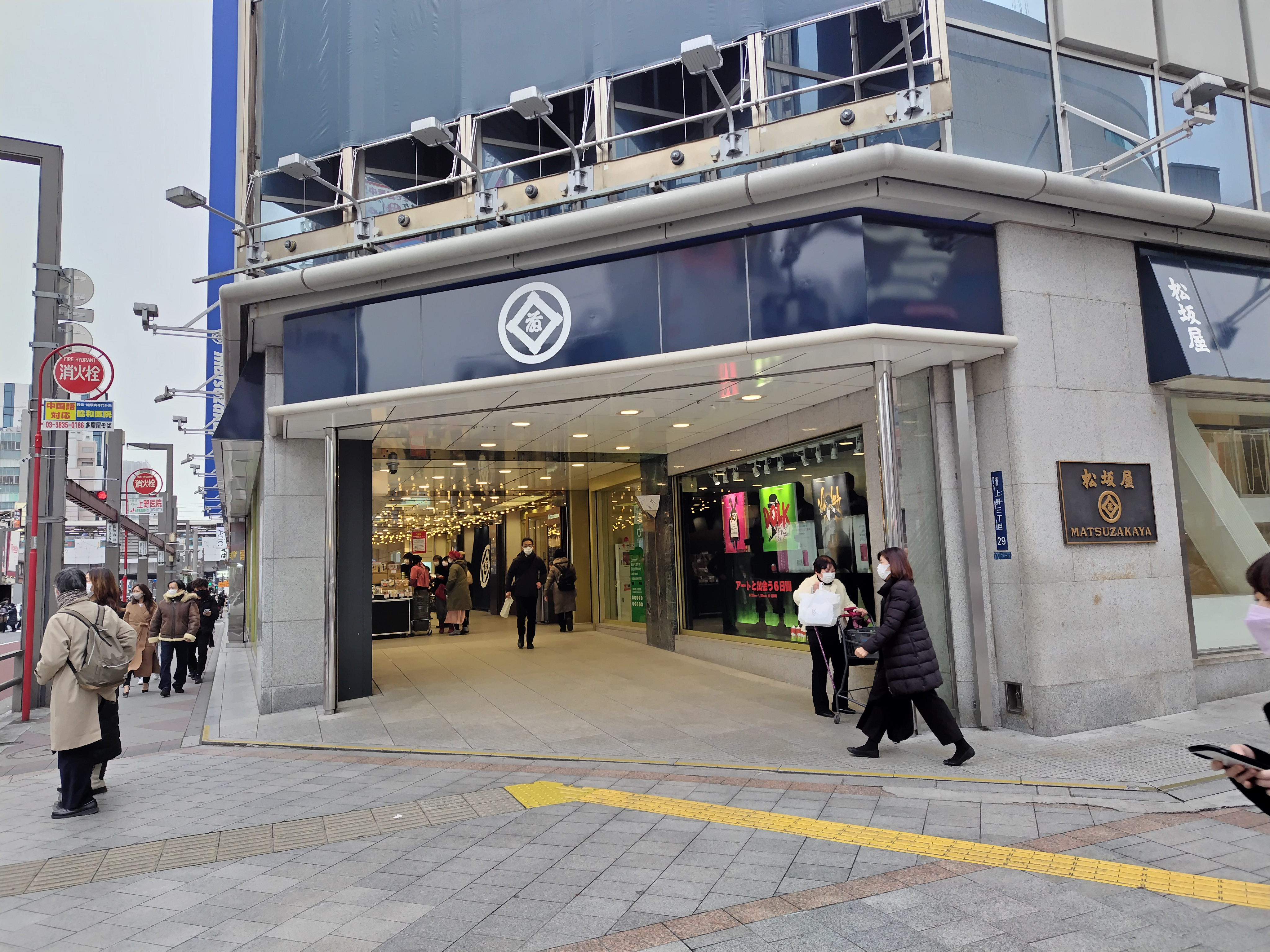
上野広小路交差点に面した本館玄関
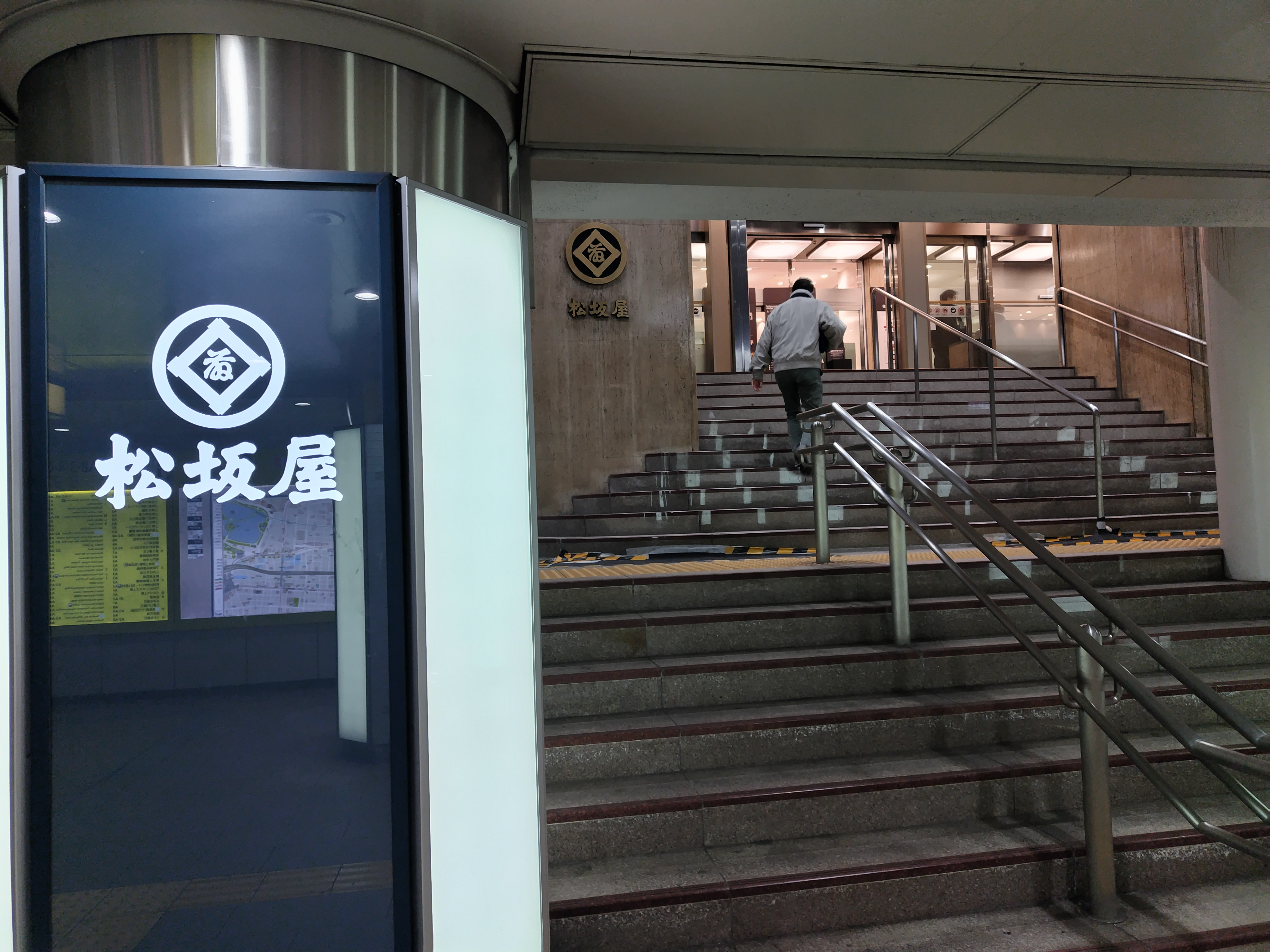
銀座線浅草駅方面からの出口改札に直結した地下出入口
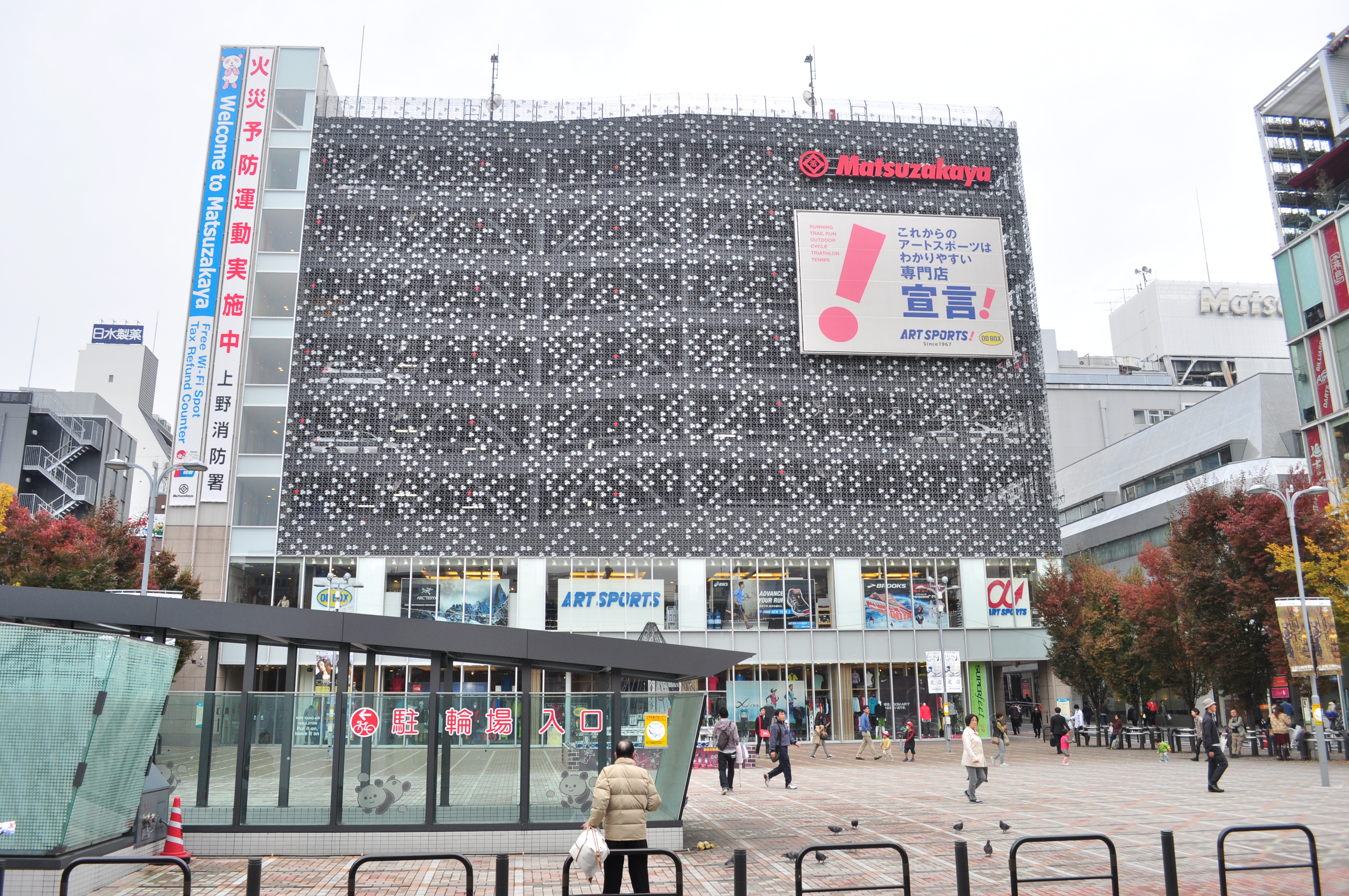
2010年に完成した、パークプレイス24
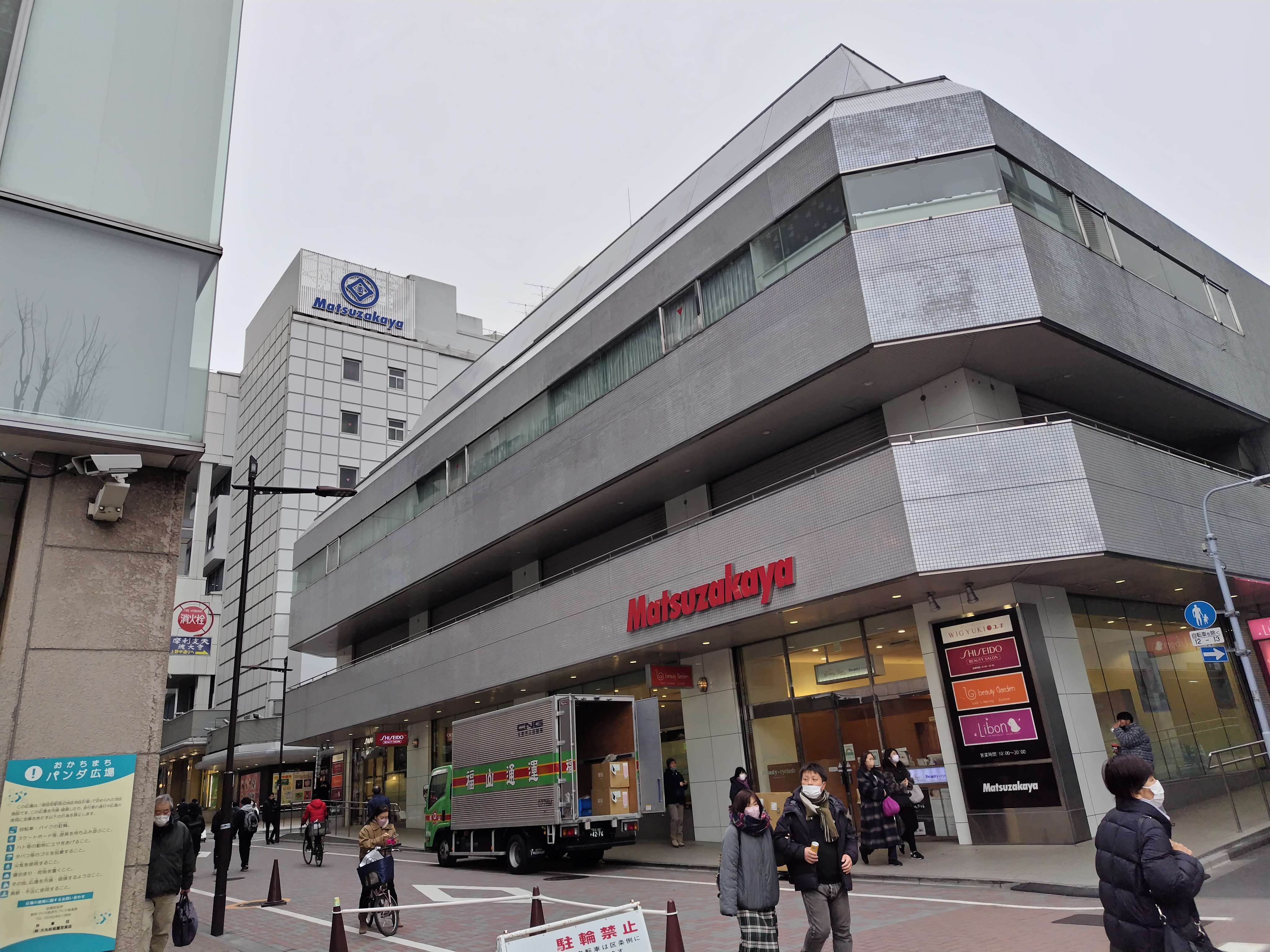
美容関連のテナントなどが入るアネックス館

西を上野広小路、北を春日通りに面した本館と、南隣の上野フロンティアタワー、その東側のパークプレイス24、さらにその北に隣接するアネックス館の4つの建物からなる。本館地下はデパ地下の「ほっぺタウン」、1階にはほっぺタウンの和洋菓子売場と化粧品売り場。2階は婦人雑貨売り場。婦人服売り場は3・4階、紳士服売り場は5階。6階はギフトサロンや催事場、7階は宝飾品や呉服、時計・メガネ、美術品などの売り場となっている。本館とPARCO_yaとの間は、3階と7階に連絡通路がある。南館地下は街歩きを楽しむ女性のためのフロアとして、婦人靴売り場や観光案内所を設けたが、2023年春にPARCO_yaの食品売場「遊食回廊」に改装されることとなった。パークプレイス24の1階・2階は、石井スポーツグループのアウトドア用品店「アートスポーツ」、アネックス館には美容関係やペットサロンのテナントが入る。（最新の売り場構成は、同店公式サイトのフロアガイドを参照のこと。）
本館地下は東京メトロ銀座線上野広小路駅の連絡口があり、上野御徒町駅、御徒町駅、仲御徒町駅、京成上野駅、上野駅へ地下通路が通じている。

## 業績
J.フロント_リテイリング株式会社第15期定時株主総会招集通知に記載された事業内容によると、2021年3月 - 2022年2月の松坂屋上野店の売上高は208億94百万円であった。同時期の大丸東京店は476億15百万円、PARCO_ya上野のテナント取扱高は52億61百万円（上野フロンティアタワーの地下およびシネコンを含む）であった。閉館前の南館の実績を通期で含む2013年3月 - 2014年2月の上野店の売上高は490億98百万円であった（同時期の大丸東京店は670億円）。
2022年2月期の実績こそ、売上高は名古屋店の2割ほどであるが、1916年（大正5年）上期には名古屋店を追い抜き、昭和の戦前までは松坂屋各店の中で首位であった。